# Gare de Petit-Réderching
La gare de Petit-Réderching est une gare ferroviaire française, fermée, de la ligne de Haguenau à Hargarten - Falck, située dans l'écart de Meyerhof sur le territoire de la commune de Petit-Réderching dans le département de la Moselle en région Grand Est.
C'est une halte voyageurs de la Société nationale des chemins de fer français (SNCF), fermée provisoirement à partir du 18 décembre 2011 à la suite d'un glissement de terrain. Sur décision des autorités de transport, la ligne ferroviaire est définitivement fermée en 2014 et reportée sur la route.

## Situation ferroviaire
Établie à 340 mètres d'altitude, la gare de Petit-Réderching est située au point kilométrique (PK) 61,914 de la ligne de Haguenau à Hargarten - Falck, entre les gares d'Enchenberg et de Rohrbach-lès-Bitche. Elle se trouve sur la section inexploitée de la ligne, entre Niederbronn-les-Bains et Sarreguemines.

## Histoire
La gare de Petit-Réderching est mise en service le 8 décembre 1869, lorsque la compagnie des chemins de fer de l'Est ouvre à l'exploitation la section de Sarreguemines à Niederbronn-les-Bains de la ligne d'Haguenau à Hargarten - Falck.
En décembre 2011, la ligne est endommagée par un glissement de terrain entre Lemberg et Bitche. Dégagée et consolidée, la voie ne permet plus qu'une vitesse limitée à 10 km/h sur un tronçon d'environ 300 mètres. Les autorités des transports : ministère, SNCF et région reculent devant le coût présenté par Réseau ferré de France (RFF) pour la remise en état de la voie, environ 40 millions d'euros, et décident de fermer la ligne au service voyageurs en reportant la desserte sur route.
Son bâtiment voyageurs, inutilisé par la SNCF, est proche des maisons de garde-barrière avec une série d'extensions sur la droite. En 2020, les voies et leurs abords envahis par la végétation ont été encloses et accueillent des ânes pour un projet d'équithérapie.

## Service routier de substitution
Depuis la fermeture de la halte ferroviaire le 18 décembre 2011, Petit-Réderching est desservie par des autocars TER Lorraine de la ligne Sarreguemines - Bitche.